# Brettanomyces bruxellensis
Brettanomyces bruxellensis(анаморф від Dekkera bruxellensis) — вид дріжджів, вперше виділений в долині Сенни біля Брюсселя, Бельгія.

## Значення
Brettanomyces bruxellensis грає ключову роль в мимовільному бродінні типових бельгійських сортів пива, таких як Ламбік, Gueuze або Kriek.
У виноробстві Brettanomyces bruxellensis вважається шкідливими дріжджами і часто називається «бретт» (brett). Продукти метаболізму дріжджів можуть надавати вину запах «пітної шкіри», «пташиного двору», «горілої пластмаси» або інші. Деякі винороби Франції, та, іноді, інших країн, вважають це бажаним доповненням до вина, але більшість виноторговців загалом вважають це дефектом. Вважається, що бретт відповідає за 90 % проблем псування преміальних червоних вин.
Одним із спосібів захиститися від бретту є обмеження потенційних джерел забруднення. Тому що дріжджі в різній мірі поширені на різних виноградниках, виробники часто уникають купівлі винограду від більш забруджених джерел. Використування винних бочок, куплених в інших виноторговців, — інше загальне джерело забруднення. Деякі виробники санують бочки озононом. Інші оброблюють їх паром або кип'ятять багато годин, оброблюють лимонною кислотою або пероксикарбонатом. Якщо вино все ж таки забруднюється бреттом, деякі виноторговці фільтрують його, додають диоксид сірки або диметил дикарбонат.